# 井上真偽
井上真偽（日语：／ Inoue Magi），是一位日本推理小说作家，毕业于东京大学，出生于神奈川县。2015年，凭借《恋与禁忌的述语论理》获得梅菲斯特獎。

## 生平
井上真伪2015年凭《恋与禁忌的述语论理》（日语：『恋と禁忌の述語論理』）获讲谈社主办的第51届梅菲斯特奖。这部处女作是以数理逻辑学为主题的作品，但也始终追求小说的趣味性。2016年，《那种可能性早已料及》（日语：『その可能性はすでに考えた』）入围第16届本格推理大獎。2017年，《圣女的毒杯》（日语：『聖女の毒杯 その可能性はすでに考えた』）入围第17届本格推理大獎。同年，《言语之子》（日语：『言の葉の子ら』）入围第70届日本推理作家协会奖（短篇部）。
他喜欢讲谈社novels的作品，例如京极夏彦的《姑获鸟之夏》、森博嗣的《全部成为F》和西尾维新的《戏言系列》。据说，他中学时期属于剑道部，“在上黑板写短篇小说”游戏时写下了自己的第一部小说。起初他喜欢读如迈克尔·摩考克的《埃尔里克传奇》和皮尔斯·安东尼的《魔法之地赞斯》等幻想作品，由于翻译作品太多，他写的文字十分僵硬。读了《戏言系列》 后，他意识到“日语更自由”。他说在唤醒对推理小说的热爱后，他受到了岛田庄司《斜屋犯罪》和绫辻行人《十角馆杀人事件》的巨大冲击和影响。

## 获奖作品
- 《恋与禁忌的述语论理》
  - 第51届梅菲斯特奖[3]

- 《那种可能性早已料及》
  - 第16届本格推理大奖（候选）[5]
  - 2015年週刊文春推理小說 Best 10 排名第15
  - 2016年本格推理小說 Best 10 排名第5
  - 2016年這本推理小說真厲害！ 排名第14
  - 2016年這本推理小說我想讀！ 排名第5[8]
  - 2016年黄金本格推理小说 上榜[9][10]

- 《圣女的毒杯》
  - 第17届：本格推理大奖（候选）[6]
  - 2016年週刊文春推理小說 Best 10 排名第10
  - 2017年本格推理小說 Best 10 排名第1[11]
  - 2017年這本推理小說真厲害！ 排名第11
  - 2017年這本推理小說我想讀！ 排名第9[12]
  - 2017年黄金本格推理小说 上榜[13]

- 《言语之子》
  - 第70届日本推理作家协会奖短篇部门（候选）[7]

## 作品目录

### “那种可能性早已料及”系列
- 那种可能性早已料及（その可能性はすでに考えた）

2015年9月 講談社novels ISBN 978-4-06-299055-4
2018年2月 講談社文庫 ISBN 978-4-06-293853-2
2019年6月 力潮文创千本樱文库（出品）北京时代华文书局 ISBN 978-7-56-992668-2
- 圣女的毒杯（聖女の毒杯 その可能性はすでに考えた）

2016年7月 講談社novels ISBN 978-4-06-299079-0
2018年7月 講談社文庫 ISBN 978-4-06-511943-3
2019年6月 力潮文创千本樱文库（出品）北京时代华文书局 ISBN 978-7-56-992837-2

### 其他单行本
- 恋与禁忌的述语论理（恋と禁忌の述語論理）

2015年1月 講談社novels ISBN 978-4-06-299038-7
2019年4月 力潮文创千本樱文库（出品）北京时代华文书局（出版） ISBN 9787569927153
上 2017年5月 講談社タイガ ISBN 978-4-06-294071-9
下 2017年7月 講談社タイガ ISBN 978-4-06-294080-1
2019年10月 集英社 ISBN 978-4-08-771679-5

### 单行本未收录作品
- 2017（2017年6月 講談社novels ISBN 978-4-06-299098-1）

《言语之子》
- （2017年10月 講談社kedoga ISBN 978-4-06-294094-8）

- （2019年4月 双葉文庫 ISBN 978-4-575-52210-5）

### 其他
- （2016年1月号）
- 特別料理 （2016年1月号）
- 迷宮解体新書 第94回 （インタビュー記事、『ミステリマガジン』2016年9月号）